# Prospekt Veteranov
Prospekt Veteranov (in russo:Проспект Ветеранов) è uno dei due capolinea della Linea Kirovsko-Vyborgskaja, la Linea 1 della Metropolitana di San Pietroburgo. È stata inaugurata il 29 settembre 1977.